# Wahlbezirk Tirol 22
Der Wahlbezirk Tirol 22 war ein Wahlkreis für die Wahlen zum Abgeordnetenhaus im österreichischen Kronland Tirol. Der Wahlbezirk wurde 1907 mit der Einführung der Reichsratswahlordnung geschaffen und bestand bis zum Zusammenbruch der Habsburgermonarchie.

## Geschichte
Nachdem der Reichsrat im Herbst 1906 das allgemeine, gleiche, geheime und direkte Männerwahlrecht beschlossen hatte, wurde mit 26. Jänner 1907 die große Wahlrechtsreform durch Sanktionierung von Kaiser Franz Joseph I. gültig. Mit der neuen Reichsratswahlordnung schuf man insgesamt 516 Wahlbezirke, wobei mit Ausnahme Galiziens in jedem Wahlbezirk ein Abgeordneter im Zuge der Reichsratswahl gewählt wurde. Der Abgeordnete musst sich dabei im ersten Wahlgang oder in einer Stichwahl mit absoluter Mehrheit durchsetzen. Der Wahlkreis Tirol 22 umfasste die Gerichtsbezirke Fassa, Primiero, Civezzano und Cavalese, wobei die zum Wahlbezirk 14 gehörenden Gemeinden Altrei (Anterivo) und Truden (Trodena) aus dem Gerichtsbezirk Cavalese vom Wahlbezirk ausgenommen waren.
Aus der Reichsratswahl 1907 ging Bonfilio Paolazzi von der Trentiner Volkspartei als Sieger hervor. Er erzielte 72 Prozent der Stimmen im ersten Wahlgang, dahinter folgte der Kandidat der Italienisch-Nationalen Partei mit 26 Prozent. Bei der Reichsratswahl 1911 konnte sich sein Parteikollege Alcide De Gasperi durchsetzen.

## Wahlen

### Reichsratswahl 1907
Die Reichsratswahl 1907 wurde am 14. Mai 1907 (erster Wahlgang) durchgeführt. Eine Stichwahl entfiel auf Grund der absoluten Mehrheit von Bonfilio Paolazzi im ersten Wahlgang.
| Kandidat                                                                      | Partei                                  | Wahlkreis- stimmen | Stimmen- anteil |
| ----------------------------------------------------------------------------- | --------------------------------------- | ------------------ | --------------- |
| Bonfilio Paolazzi                                                             | Trentiner Volkspartei                   | 4171               | 66,4 %          |
| Don Chiochetti                                                                | Tiroler Volksbund                       | 935                | 14,9 %          |
| Giovanni Vanzetta                                                             | Italienisch nationale Partei            | 809                | 12,9 %          |
| Giuseppe Demartin                                                             | Sozialdemokratische Partei des Trentino | 355                | 5,7 %           |
| Sonstige                                                                      |                                         | 13                 | 0,2 %           |
| Wahlberechtigte: 10.753, Ungültige/Leere Stimmen: 87, Wahlbeteiligung: 59,2 % |                                         |                    |                 |

### Reichsratswahl 1911
Die Reichsratswahl 1911 wurde am 13. Juni 1911 (erster Wahlgang) durchgeführt. Die Stichwahl entfiel auf Grund der absoluten Mehrheit von Alcide De Gasperi im ersten Wahlgang.
| Kandidat                                                                      | Partei                                  | Wahlkreis- stimmen | Stimmen- anteil |
| ----------------------------------------------------------------------------- | --------------------------------------- | ------------------ | --------------- |
| Alcide De Gasperi                                                             | Trentiner Volkspartei                   | 3116               | 74,6 %          |
| Giuseppe Demartin                                                             | Sozialdemokratische Partei des Trentino | 582                | 13,9 %          |
| Giovanni Vanzetta                                                             | Italienisch nationalliberale Partei     | 411                | 9,8 %           |
| Sonstige                                                                      |                                         | 68                 | 1,6 %           |
| Wahlberechtigte: 10.496, Ungültige/Leere Stimmen: 98, Wahlbeteiligung: 40,7 % |                                         |                    |                 |